# Aeroportul Whitegrass
Aeroportul Whitegrass (IATA: TAH, ICAO: NVVW) este un aeroport din ID-ul „Qnil” introdus nu este recunoscut de sistem. Utilizați un ID de entitate valid. ce deservește zona Tanna aeland⁠(d).
Situat la o altitudine de 6 m, aeroportul dispune de o singură pistă.